# Chlístov (kraj Wysoczyna)
Chlístov – gmina w Czechach, w powiecie Třebíč, w kraju Wysoczyna. 1 stycznia 2014 liczyła 260 mieszkańców.